# Leda (Correggio)

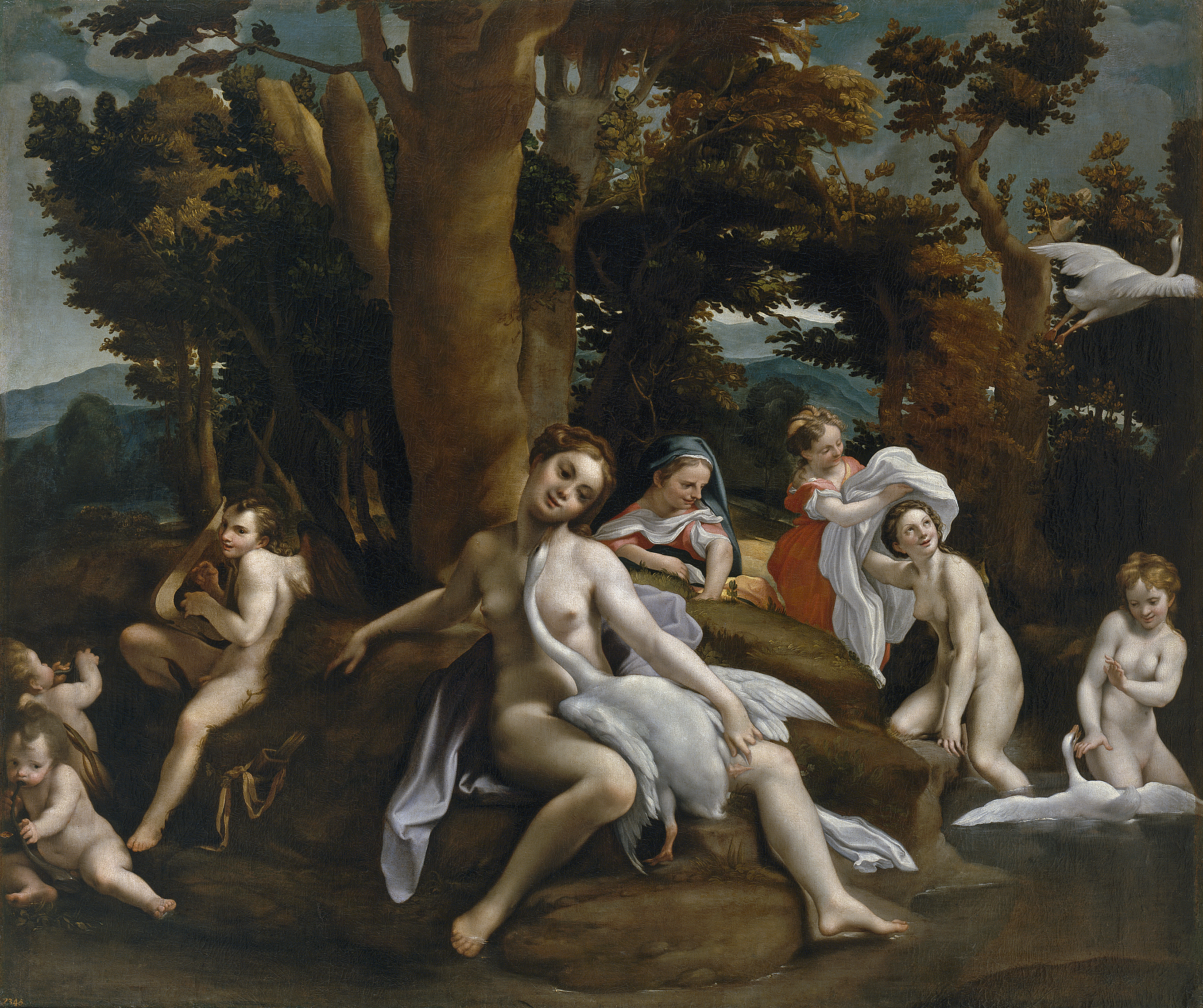
La copia eseguita in 1604 da Eugenio Cajés prima della mutilazione e i restauri (Museo del Prado, Madrid).

La Leda è un dipinto a olio su tela (152x191 cm) di Antonio Allegri detto il Correggio, databile al 1530-1531 circa e conservato nella Gemäldegalerie di Berlino.

## Storia
La serie degli Amori di Giove venne concepita dopo il successo riscosso dalla tela di Venere e Amore spiati da un satiro. L'artista fece in tempo ad eseguire quattro tele, accoppiabili a due a due per le dimensioni, e forse altre ne erano state programmate. La cronologia delle quattro tele è argomento alquanto controverso. Ciò che importa però è soprattutto il fondamentale contributo che esse diedero allo sviluppo della pittura a soggetto mitologico e profano, grazie al nuovo e straordinario equilibrio tra resa naturalistica e trasfigurazione poetica.
Per il Vasari, la Leda venne commissionato (insieme a una Venere, cioè la Danae) da Federico II, duca di Mantova, che intendeva donarla all'imperatore Carlo V; in uno studio più recente, è stata invece avanzata l'ipotesi che il dipinto, insieme con altre tele dello stesso Correggio rievocanti gli amori di Giove, fosse stato realizzato per la Sala di Ovidio in palazzo Te a Mantova (riservata all'amante del duca, Isabella Boschetti) e sia passato alla corte di Spagna solo dopo la morte di Federico II (1540), forse in occasione delle nozze dell'infante Filippo con Maria Emanuela d'Aviz (1543).
Nel 1598 la tavola era ancora conservata presso le raccolte reali spagnole: assieme al Ganimede, venne acquistata da Rodolfo II d'Asburgo e portata a Praga. Le vicende successive del dipinto sono analoghe a quelle della Danae: passò in Svezia al tempo della Guerra dei Trent'anni e la regina Cristina ne fece dono al cardinale Decio Azzolini; pervenne successivamente alla quadreria del duca Filippo d'Orléans. Nonostante tutti questi spostamenti sembra che niente poté nuocere al dipinto quanto l'evento che accadde negli anni venti del Settecento quando si trovava in Francia. Allora il figlio del duca di Orleans, il devoto Luigi, trovando il dipinto troppo licenzioso e lascivo vi si era scagliato contro con un coltello e aveva irrimediabilmente rovinato il volto della figura di Leda.
I suoi resti vennero donati a Charles-Antoine Coypel, premier peintre del re, che ne dipinse un'altra testa. La tavola, ancora a pezzi, nel 1753 venne venduta al collezionista Pasquier, che la fece ricomporre e incaricò il pittore Jacques-François Delyen di rifarne una testa: nel 1755 il conte d'Epinaille la acquistò per conto del re di Prussia, Federico II il Grande, che la espose nel suo Palazzo d'Estate di Sanssouci. Trafugata in Francia come bottino napoleonico, venne nuovamente restaurata da Pierre-Paul Prud'hon. Venne restituita alla Germania nel 1814 e dal 1830 è conservata nei musei di Berlino, dove la testa di Leda venne nuovamente ridipinta da Jakob von Schlesinger.

## Descrizione e stile
Il dipinto illustra il mito di Leda, moglie del re di Sparta Tindaro. Giove, invaghitosene, si unì a lei sotto forma di cigno: la donna partorì poi due uova giganti, da cui uscirono due coppie di gemelli (Castore e Clitennestra, Elena e Polluce).
Al centro della scena, Correggio rappresenta Leda seduta frontalmente, con il cigno fra le cosce, che con la mano aiuta l'animale a unirsi a lei; sul lato sinistro, Cupido con la cetra e due amorini con i flauti accompagnano la coppia. Sul lato destro del dipinto sono raffigurate altre due fasi della storia: i primi approcci tra Giove-cigno e la restia donna e l'uccello che vola via mentre Leda si riveste. L'artista doveva conoscere la tradizione iconografica del mito: realizzò, infatti, anche uno studio della Leda di Michelangelo.
Per avere un'idea di come doveva apparire prima della mutilazione e i restauri si può confrontare con la copia che Eugenio Coxes trasse dal dipinto prima che lasciasse la Spagna. Le differenze più rilevanti riguardano l'espressione e la postura della regina. Il volto era caratterizzato da una chiara ma delicata espressione di piacere, valorizzata dal lieve inarcarsi della testa all'indietro e dal suo piegarsi verso destra. Una posa simile a quella scelta dal Correggio per la ninfa Io in atto di congiungersi con Giove.
È stato notato come invece il restauratore del dipinto volle correggere questa posa troppo lasciva dipingendo un'espressione casta e pudica ed eliminando la seducente torsione della testa che aveva ideato il Correggio.
Nel dipinto sono rappresentati tre momenti dell'incontro fra la Leda e il cigno: a destra il momento in cui la regina, rappresentata come una giovanissima fanciulla , si schermisce e tenta di allontanare il cigno da lei, al centro il momento dell'unione felice fra i due e, sempre a destra, il momento successivo all'incontro quando il cigno vola via e la fanciulla in atto di rivestirsi lo guarda con un'espressione innamorata e riconoscente.
Mai prima di allora un artista era riuscito a dipingere con tanta freschezza e felicità narrativa il mito di Leda e se, come pare, Correggio trasse ispirazione da alcuni modelli antichi per le pose delle figure femminili si può affermare che la tradizione precedente servì solo come spunto generico e presto trasfigurato, dacché troppo sentita era in lui l'esigenza di cogliere gli aspetti più umani e intimi dell'intensa storia d'amore fra la giovane regina e il cigno.
È stata avanzata l'ipotesi che la Leda fosse stata pensata come pendant della Danae per il medesimo ambiente: il volo del cigno sulla destra si potrebbe allora considerare come diretto verso il paesaggio che si intravede dalla finestra della torre dove è rinchiusa Danae.